# Качкарское
Качкарское (укр. Качкарське) — село на Украине, находится в Новоазовском районе  Донецкой области. Находится под контролем самопровозглашённой Донецкой Народной Республики.

## География

#### Соседние населённые пункты по странам света
С: Роза, Казацкое
СЗ: Красноармейское
СВ: Порохня
З: Веденское
В: —
ЮЗ: Весёлое, Митьково-Качкари
ЮВ: Козловка, Гусельщиково
Ю: Патриотичное

## Население
Население по переписи 2001 года составляет 351 человек.

## Общие сведения
Код КОАТУУ — 1423681104. Почтовый индекс — 87661. Телефонный код — 6296.

## Адрес местного совета
87661, Донецкая область, Новоазовский район, с. Безыменное, ул. Советская, 45